# Kim Chang-hun
Kim Chang-Hun (sinh ngày 17 tháng 2 năm 1990) là một cầu thủ bóng đá Hàn Quốc. Anh từng đại diện Hàn Quốc ở cấp độ U-22.

## Thống kê câu lạc bộ
| Thành tích câu lạc bộ | Thành tích câu lạc bộ | Thành tích câu lạc bộ | Giải vô địch | Giải vô địch | Cúp                   | Cúp                   | Tổng cộng | Tổng cộng |
| Mùa giải              | Câu lạc bộ            | Giải vô địch          | Số trận      | Bàn thắng    | Số trận               | Bàn thắng             | Số trận   | Bàn thắng |
| Nhật Bản              | Nhật Bản              | Nhật Bản              | Giải vô địch | Giải vô địch | Cúp Hoàng đế Nhật Bản | Cúp Hoàng đế Nhật Bản | Tổng cộng | Tổng cộng |
| --------------------- | --------------------- | --------------------- | ------------ | ------------ | --------------------- | --------------------- | --------- | --------- |
| 2012                  | Oita Trinita          | J2 League             | 6            | 0            | 1                     | 0                     | 7         | 0         |
| Quốc gia              | Nhật Bản              | Nhật Bản              |              |              |                       |                       |           |           |
| Tổng                  |                       |                       |              |              |                       |                       |           |           |